# Comtat d'Hainaut

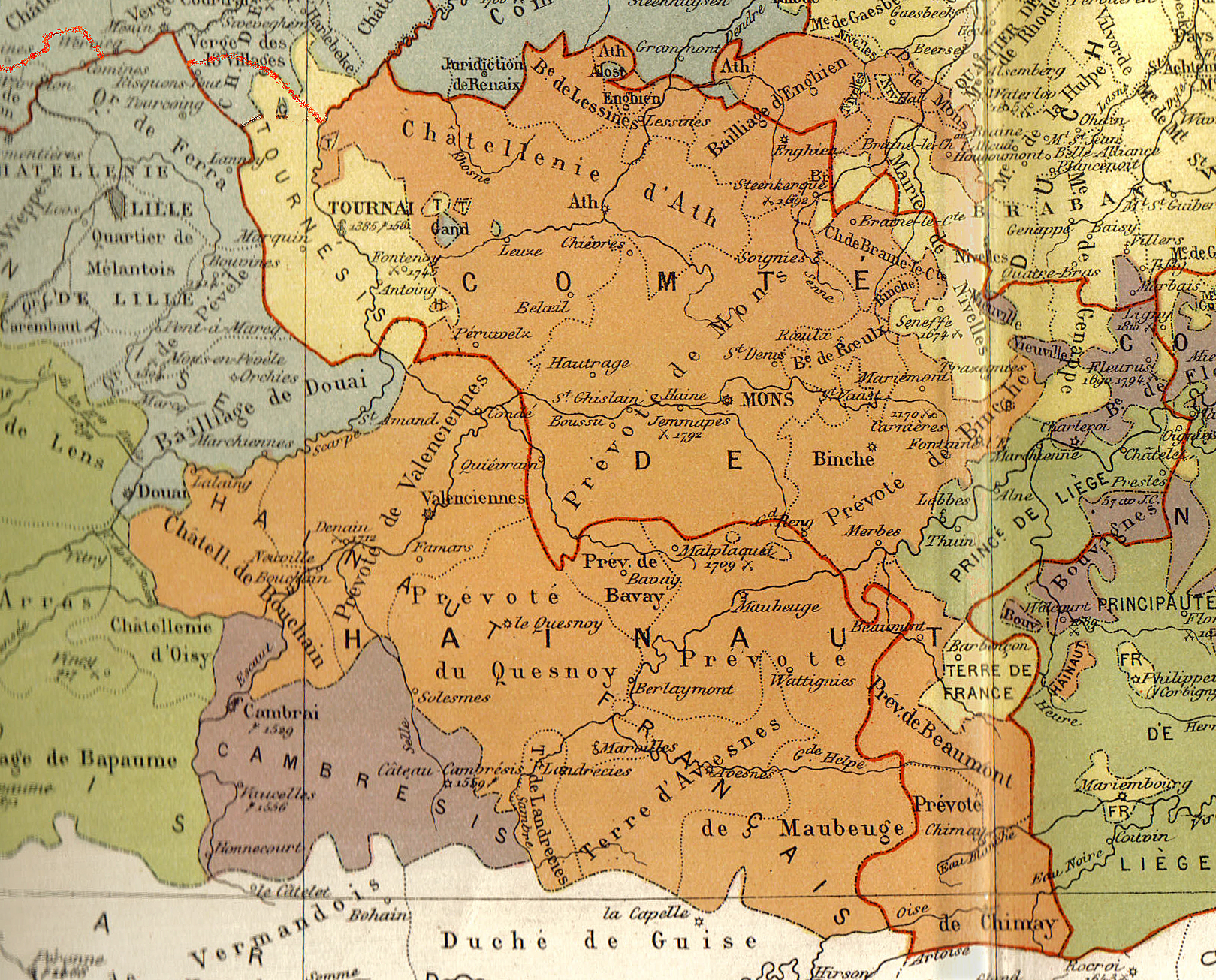
El comtat d'Hainaut (en color taronja) i els límits de les províncies contemporànies en vermell

El comtat d'Hainaut és un antic comtat del Sacre Imperi Romanogermànic, a les marques del regne de França. Les ciutats principals n'eren Mons, Valenciennes i Cambrai.

## Història
Abans la conquista romana era el territori dels Nervis. El seu nom prové del riu Haine. Després del tractat de Verdun (843), el territori escau a Lotari I, l'Escalda era la frontera occidental del seu feu. Poc després, Carles el Calb i Lluís el Germànic en van compartir el territori.
EL Tractat de Meerssen (870) attribueix l'Hainaut à Carles el Calb. El 1041, el príncep-bisbe del principat de Lieja, Teoduí de Baviera, va comprar la senyoria del comtat de Riquildis d'Hainaut per uns 175 marcs d'or. El 1051, el comtat passa al comtat de Flandes i s'uneixen el 1191. L'any 1280, a la mort de Margarida II de Flandes l'Hainaut va passar a la casa d'Avesnes que en una unió personal regnava també el comtats de Zelanda i d'Holanda i el 1345 a la casa de Baviera. El 1428, Jacoba de Baviera, també anomenada Jacoba d'Hainaut reconeix Felip III de Borgonya el bo com el seu hereu. Felip III va integrar el comtat a les Disset Províncies o els Països Baixos borguinyons. El 1549 el comtat es va integrar als Països Baixos espanyols.
El 1659 i 1678, França annexiona al part meridional del comtat. El 1713, el tractat d'Utrecht atribueix el territori septentrional als Països Baixos austríacs. El 1795, l'exèrcit francès va ocupar i annexionar tot la resta del territori del comtat. Com que l'administració francesa volia trencar les fronteres feudals de l'antic règim, va crear un departament de Jemappes, en integrar el Tournésis, l'Hainaut septentrional, parts del Brabant, del Namur i dues bones viles del principat de Lieja. L'any 1815, el congrés de Viena atribueix el departament al Regne Unit dels Països Baixos.
Guillem I va canviar el nom del departament de Jemappe en província d'Hainaut. Tot i tenir el mateix nom, el territori de la província des d'aleshores només correspon molt parcialment a l'antic comtat. La ciutat més important de la província contemporània, Charleroi, històricament feia part del comtat de Namur.
Després de la revolució belga del 1830 i el tractat de Londres (1839) la part septentrional passà al regne de Bèlgica, que manté les noms de les subdivisions administraves neerlandeses.

## Llista de comtes

### Comtes carolingis
- 843 — 870: probablement un comte lotaringi nomenat per Lotari I.[1]
- 870 — 880: Enguerrand I, comte de Gant, de Courtrai i de Tournai, nomenat pel rei Carles el Calb que acabava d'annexionar el Regne de Lotaríngia.

el 880, pel tractat de Ribemont, la Lotaríngia tornava a Lluís el Jove, rei de Germània, que va nomenar com a comte a:
- 880 — 898: Renyer I d'Hainaut, fill de Gislebert de Maasgau. Deposat el 898 per Zuentibold

casat amb Hersinda o Alberada (mort el après 916).
- 898 — 920: Sigard (mort el 920). El 911 va conservar el càrrec quan el ducat de Lotaríngia va passar al regne de Francia Occidental.
- 920 — 925: Enguerrand II, parent d'Enguerrand I. El 925 el ducat de Lotaríngia va retornar a Germània i Enric el falconer va nomenar comte d'Hainaut a Renyer II. Vegeu Renyers].

## Casa delsRenyers
- 925-després de 932: Renyer II, fill de Renyer I
- abans de 940 — 958: Renyer del Coll Llarg, fill; revoltat el 958, fou derrotat i enviat a l'exili a Bohèmia on va morir el 973. L'emperador es va apoderar del comtat que va confiar a diversos senyors.
- 958 — 964: Godofreu (mort el 964), viceduc de Baixa Lotaríngia

| Comtes de Hainaut (reduït a Mons) - 964 — 973: Riquer - 973 — 973: Renald - 973 — 974: Renyer IV (mort el 1013), fill de Renyer III. - 974 — 998: Godefreu I de Verdun - 998 — 1013: Renyer IV (mort el 1013), fill de Renyer III, segona vegada. casat vers 996 amb Hedwigis de França (970 — 1013) - 1013 — 1039: Renyer V (mort el 1039), fill de Reneyr IV. casat vers 1015 amb Matilde de Verdun - 1039 — 1051: Herman (mort el 1051), fill de Renyer V. |  | Comtes o marquesos de Valenciennes - 964 — 973: Amauri - 973 — 973: Garnier - 973 — 974: Renyer IV d'Hainaut i de Mons (mort el 1013), fill de Renyer III. - 974 — 1006: Arnold - 1006 — 1035: Balduí IV de Flandes i I de Valenciennes (mort el 1035), comte de Flandes - 1035 — 1045: Balduí V de Flandes i II de Valenciennes) (mort el 1067), comte de Flandes, fill - 1045-1048/1049 : probablement Renyer V d'Hasnon - 1048/1049-1051: Herman (mort el 1051) |

- 1045 — 1051: Herman (? - mort abans de 1051), esdevé altre cop comte d'Hainaut al reunir a la vegada el comtat de Mons i el de Valenciennes.

casat amb Riquilda d'Egisheim, probablement filla de Renyer d'Hasnon, marquès de Valenciennes entre 1045-1048/1049. Els dos fills que van tenir foren privat de la successió per Balduí I; el fill Roger va esdevenir el 1066 bisbe de Châlons-sur-Marne, i la filla Gertruda va entrar en un monestir.

## Dinastia de Flandes

Les armes primitives del comtat d'Hainaut

A partir de la réunion dels comtats de Flandes i d'Hainaut per Balduí V (1191), els comtes van portar només les armes de Flandes.

- 1051 — 1070: Balduí I d'Hainaut i després VI de Flandes, fill de Balduí V de Flandes va ser comte Balduí VI de Flandes (1067-1070)

casat el 1051 amb Riquilda, vídua d'Herman d'Hainaut.
- 1070 — 1071: Arnold III el Desgraciat, comte de Flandes i d'Hainaut, fill
- 1071 — 1098: Balduí II (1056 — 1098), germà. Conserva Hainaut però no pot recuperar el comtat de Flandes dominat per Robert I el Frisó, germà de Balduí VI de Flandes i I d'Hainaut.

casat el 1084 amb Ida de Lovaina (1077 — 1139), filla del comte Enric II de Lovaina i de Brussel·les i d'Adèle de Betuwe
- 1098 — 1120: Balduí III (1088 — 1120), fill

casat el 1107 amb Iolanda de Gueldre, filla de Gerard I Flaminius, comte de Gueldre i de Wassemberg
- 1120 — 1171: Balduí IV (1108 — 1171), fill

casat vers 1130 amb Alix de Namur (1115 — 1169), filla petita de Godofreu, comte de Namur, i d'Ermensenda de Luxemburg
- 1171 — 1195: Balduí V (1150 — 1195) esdevingué el 1184 comte de Namur (Balduí I) i el 1191 comte de Flandes (Balduí VIII)

casat el 1169 amb Margarida, filla de Thierry d'Alsàcia, comte de Flandes.
- 1195 — 1202: Balduí VI (1171 — 1205), comte de Flandes (Balduí IX) i emperador llatí de Constantinoble (Baudouin Ier), fill

casat el 1186 amb Maria de Xampanya (1174 — 1204), filla d'Enric I el Liberal, comte de Xampanya i de Maria de França (1145-1198)
- 1202 — 1244: Joana de Flandes (1188 — 1244), filla

casada el 1212 amb Ferran de Portugal (1188 — 1233), i després el 1237 amb Tomàs II de Savoia (1199 — 1259), príncep de Piemont.
- 1244 — 1280: Margarida II de Flandes (1202 — 1280), germana. comtessa de Flandes i d'Hainaut de 1244 a 1280.

casada el 1212 (separada el 1221) amb Bucard d'Avesnes (1182 — 1244), i després el 1223 amb Guillem II de Dampierre (1196 — 1231) senyor de Dampierre.

## Casa d'Avesnes

Joan I fou el primer que lluí aquestes armes quan va esdevenir comte d'Holanda (1297), inclouen el lleó holandès i el de Flandes

- 1250 — 1257: Joan d'Avesnes (1218 — 1257), comte hereu d'Hainaut, fill de Bucard d'Avesnes i de Margarida d'Hainaut

casat amb Adelaida d'Holanda, filla de Florenci IV, comte d'Holanda i de Matilde de Brabant
- 1280 — 1304: Joan I d'Hainaut (1247 — 1304), fill, comte d'Hainaut i comte d'Holanda (Joan II)

casat el 1270 amb Filipina de Luxemburg (1252 — 1311), filla d'Enric V, comte de Luxemburg i de Margarida de Bar
- 1304 — 1337: Guillem I d'Hainaut (1286 — 1337), comte d'Hainaut i d'Holanda (Guillem III), fill.

casat el 1305 amb Joana de Valois (1294 †1342) filla de Carles de França, comte de Valois, i de Margarida d'Anjou (1273-1299)
- 1337 — 1345: Guillem II d'Hainaut (1307 — 1345), comte d'Hainaut i d'Holanda (Guillem IV), fill.

casat el 1334 amb Joana de Brabant, filla de Joan III, duc de Brabant i de Limburg, i de Maria d'Évreux

## Casa de Baviera

Aquestes armes foren portades pels comtes d'Hainaut de la casa de Baviera i inclouen les armes de Baviera.

- 1345 — 1356: Margarida II d'Hainaut (1310 — 1356), comtessa d'Hainaut i d'Holanda (Margarida I), germana. El seu fill Guillem li disputa els comtats d'Holanda i de Zelanda que al final li va cedir el 1354.

casada el 1324 amb l'emperador Lluís IV de Baviera (1282 — 1347).
- 1356 — 1358: Guillem III de Baviera (1330 — 1388), comte d'Hainaut i d'Holanda (Guillem III) a partir de 1356, fill.

casat el 1352 amb Matilde de Lancaster (1335 — 1362), filla d'Enric de Grosmont, comte de Lancaster, i d'Isabel de Beaumont.
- 1358 — 1404: Albert I de Baviera (1336 — 1404), comte d'Hainaut i d'Holanda, germà.

casat en primeres noces amb Margarida de Brieg (1342 — 1386), filla de Lluís de Silèsia-Liegnitz, duc de Brieg o Brzeg, i d'Agnès de Goglau
casat en segones noces el 1394 amb Margarida de Clèveris (1375 — 1412), filla d'Adolf de La Mark, comte de Clèveris, i de Margarida de Juliers.
- 1404 — 1417: Guillem IV de Baviera (1365 — 1417), comte d'Hainaut i d'Holanda (Guillem VI), fill de l'anterior i de Margarida de Brieg.

casat el 1385 amb Margarida de Borgonya (1374-1441), filla de Felip II l'Agosserat, duc de Borgonya i de Margarida, comtessa de Flandes.
- 1417 — 1433: Jacquelina de Baviera (1401 — 1436), comtessa d'Hainaut i d'Holanda, filla de Guillem IV de Baviera

casada el 1418 amb Joan IV de Baviera (1403 — 1427), duc de Brabant, fill d'Antoni de Borgonya i nebot de Joan sense Por.
Va reconèixer el 1428 a Felip el Bo com a hereu dels seus dominis, els quals els va cedir formalment el 1433.

## Casa de Borgonya

Felip el Bo i Carles el Temerari van portar aquestes armes en les que no hi ha cap símbol d'Hainaut, però si de Flandes, Brabant i Limburg.

- 1433 — 1467: Felip el Bo  o Felip I d'Hainaut
- 1467 — 1477: Carles el Temerari  o Carles I d'Hainaut
- 1477 — 1482: Maria de Borgonya o Maria I d'Hainaut

casada amb Maximilià I del Sacre Imperi Romanogermànic (Maximilià d'Habsburg) que fou regent (1482–1519)

## Sobirans dels Països Baixos
- Felip el Bell (1482-1506) o Felip II d'Hainaut
- Carles V del Sacre Imperi Romanogermànic (1506-1555) o Carles II d'Hainaut
- Felip I de Catalunya-Aragó i II de Castella (1555-1598) o Felip III d'Hainaut
- Arxiduquessa-Infanta Isabel o Isabel I d'Hainaut (1566-1633)

casada amb Albert VII d'Àustria (1598-1621) o Albert II d'Hainaut
- Felip III de Catalunya-Arago i IV de Castella (1621-1665) o Felip IV d'Hainaut
- Carles II de Castella (1665-1700), rei de la corona catalanoaragones i de Castella, a Hainaut: Carles III d'Hainaut
- Felip V d'Espanya (1700 - 1710) de Castella, a Hainaut: Felip V d'Hainaut
- Guerra de Successió
- Carles VI del Sacre Imperi Romanogermànic (1711-1740) o Carles IV d'Hainaut
- Maria Teresa (1740-1780) o Maria II Teresa d'Hainaut
- Josep II del Sacre Imperi Romanogermànic (1780-1789) o Josep I d'Hainaut
- Revolució brabançona i Estats Units Bèlgics (11 de gener de 1790 - desembre de 1790)
- Leopold II del Sacre Imperi Romanogermànic (1790-1792) o Leopold I d'Hainaut
- Ocupació francesa (1792-1815) : desaparició dels estats de l'antic règim

## Títol honorífic a la casa reial de Saxònia-Coburg-Gotha de Bèlgica
- 1859-1865 : Leopold Ferran Elies Víctor Albert Maria, primer fill de Leopold II, després duc de Brabant (teòricament Leopold II d'Hainaut)
- 1930-1934 : Balduí I després duc de Brabant ( teòricament Balduí VII d'Hainaut)

## Escuts

Escut del comtat d'Hainaut
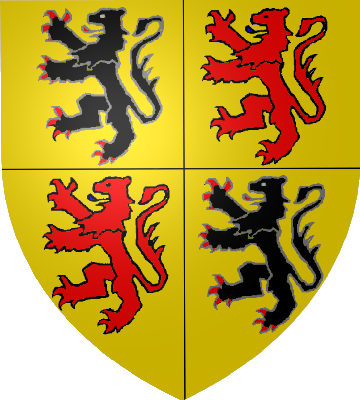
Escut de la província d'Hainaut

## Subdivisió administrativa del comtat
- feu d'Enghien
- feu de Lessines
- feu de Le Rœulx
- castellania d'Ath amb Leuze-en-Hainaut, Belœil i Péruwelz
- castlania de Bouchain i Lalaing)
- castlania de Braine-le-Comte amb Braine-le-Château, Steenkerke
- prebostat de Bavay
- prebostat de Beaumont
- prebostat de Binche amb Grand-Reng, Merbes-le-Château, Carnières, Fontaine-l'Évêque, Mariemont
- prebostat de Chimay
- prebostat de Maubeuge amb Malplaquet i Wattignies
- prebostat de Mons amb Chièvres, Hautrage, Jemappes, Saint-Ghislain, Boussu, Soignies, Saint-Denis (Mons), Quiévrain i Halle)
- prebostat de Le Quesnoy amb Solesmes, Berlaimont, Maroilles)
- prebostat de Valenciennes amb Condé-sur-l'Escaut, Famars, Denain, Neuville-sur-Escaut)
- el territori d'Avesnes
- el territori de Landrecies